# Jenny von Bary-Doussin

Von Jenny von Bary-Doussin geschaffene Büste ihres Ehegatten (1909)

Jenny von Bary-Doussin (* 14. April 1874 in Bunzlau als Jenny L. Stef. Doussin; † 16. August 1922 in München) war eine deutsche Bildhauerin.

## Leben
Jenny von Bary-Doussin war die Tochter von Jenny Doussin, geborene Lattermann, aus Bunzlau in der preußischen Provinz Schlesien und ihrem Ehemann, dem Gutsbesitzer Etienne Doussin. Ihr aufkommendes Interesse für Bildhauerei machte sie zum Beruf. Nachdem ihre angeheirateten Kinder aus dem Kleinkindalter heraus waren, öffnete sie im Jahre 1913 erstmals ihr Atelier in der Münchner Hohenzollernstraße für Gäste. Der enorme Zuspruch, den ihre bildhauerischen Werke fanden, führten bei Jenny von Bary-Doussin dazu, sich ein größeres Atelier verbunden mit einem neuen Wohnhaus für die Familie errichten zu lassen. Im Stadtteil Bogenhausen wurde ein Eckgrundstück an der Possartstraße 37 erworben, auf dem der Münchner Architekt Paul Böhmer eine Villa mit Atelier im süddeutschen Heimatstil errichtete, die 1914 fertiggestellt war. Kurz nach dem Einzug der Familie in das Haus ergab sich, dass das benachbarte, noch großzügigere Haus im Sternenwinkel in der Possartstraße 35 frei wurde. 1915 zog Jenny mit ihrer Familie dorthin um. Sieben Jahre später starb sie.

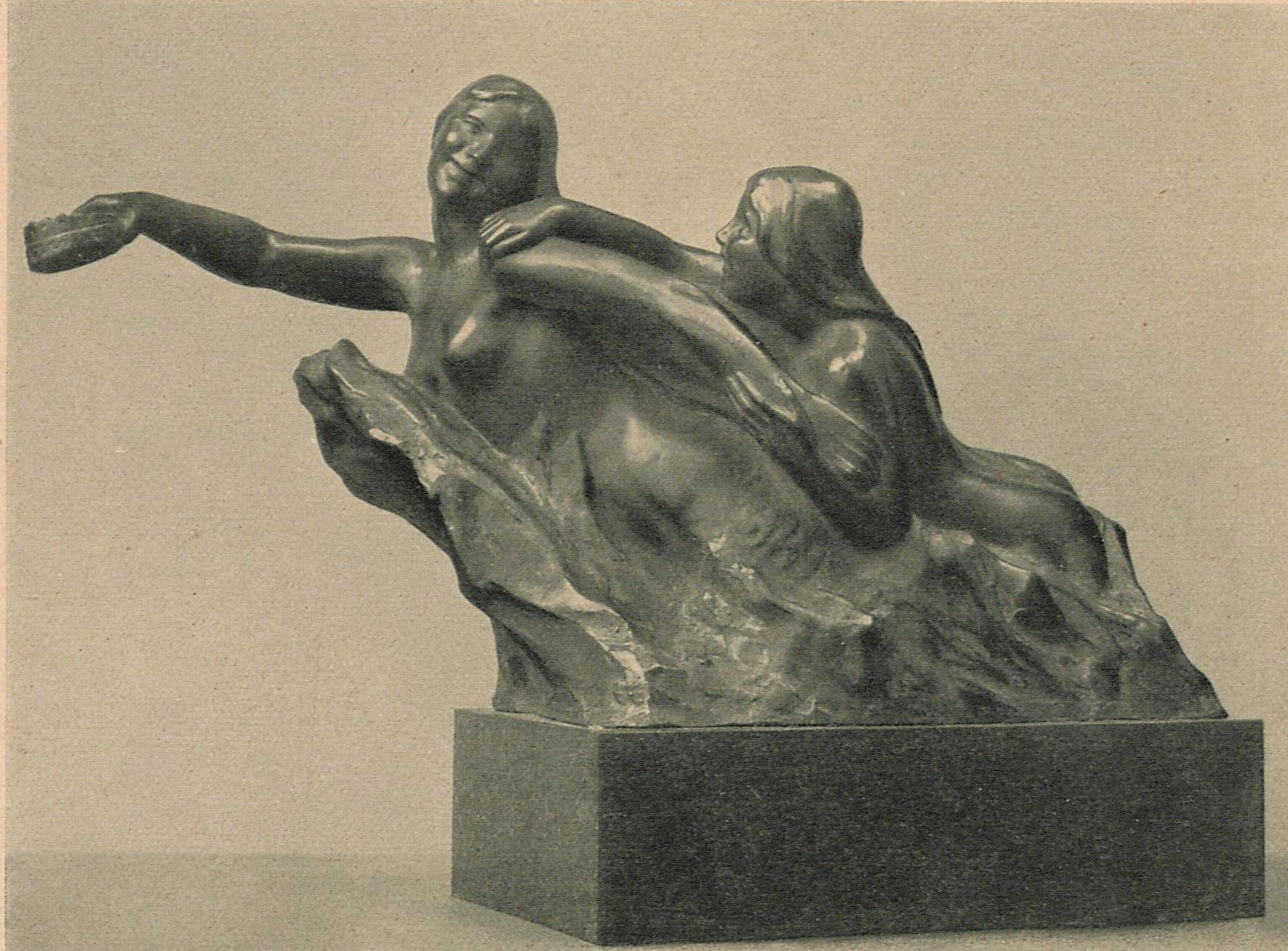
Rheintöchter (um 1900)

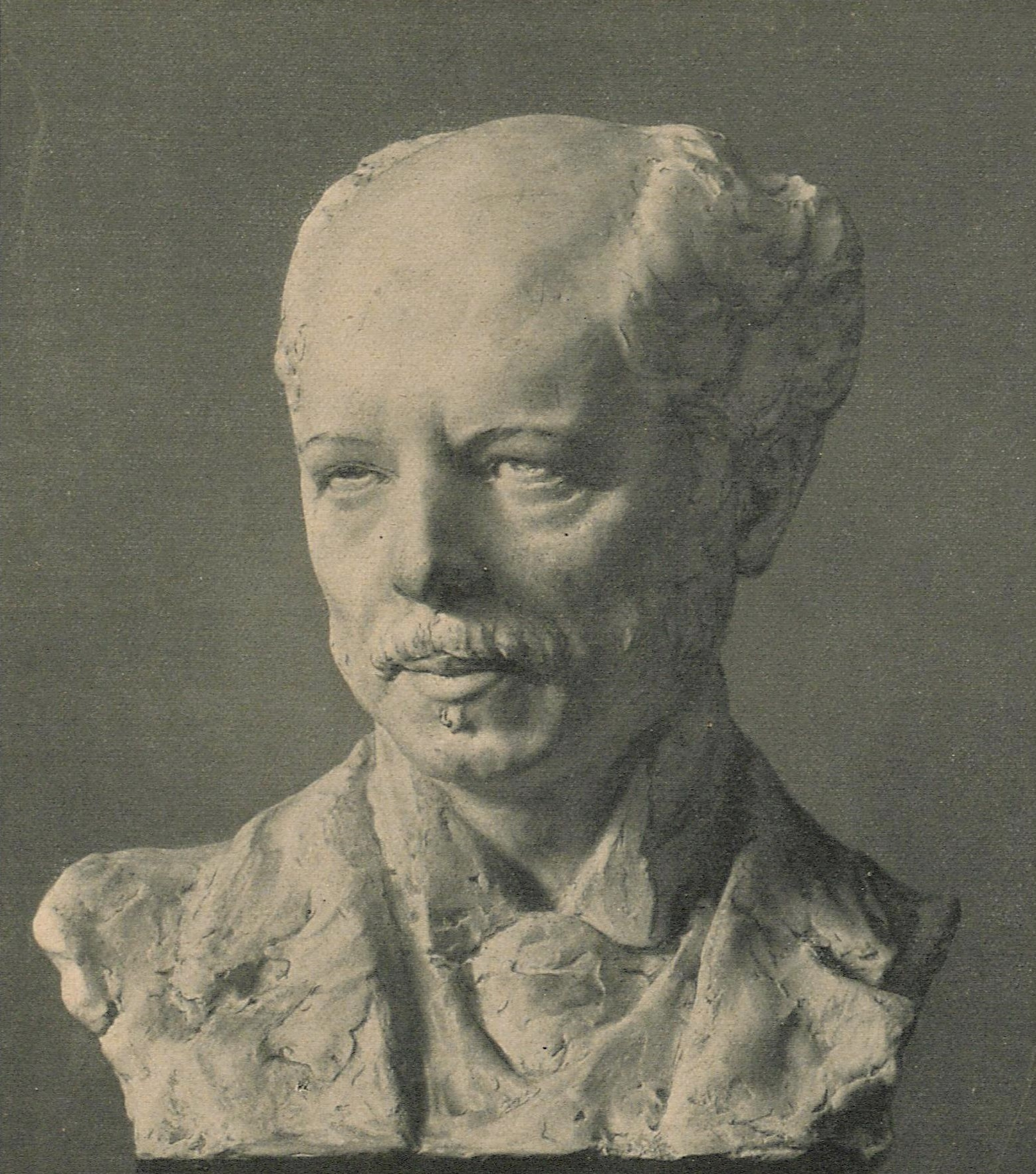
Büste des Dirigenten Ernst von Schuch (um 1910)

Als Bildhauerin schuf Jenny von Bary-Doussin vor allem Büsten und Mädchenakte, die dem Zeitgeschmack vor dem Ersten Weltkrieg entsprachen. Im Auftrag des Fürsten Max Egon II. zu Fürstenberg (1863–1941) entstanden eine Büste sowie eine ganzfigurige Darstellung aus Marmor als Grabmonument seines 1916 in Rumänien gefallenen Sohnes Prinz Friedrich Eduard („Fritzi“) zu Fürstenberg (1898–1916) für die Familiengruft in Schloss Heiligenberg. Im Jahr 1920 schuf sie zudem eine Bronzebüste des Fürsten, die er seiner Frau zu Weihnachten schenkte.

## Familie
Am 9. Januar 1909 heiratete sie in Dresden den geschiedenen königlichen Kammersänger Alfred von Bary (1873–1926), der sie um vier Jahre überlebte. Ihr Ehemann hatte aus seiner ersten Ehe drei Söhne: Siegmund (1903–1991) wurde Rechtsanwalt; Siegfried (1906–1976) und Gottfried (1907–?) ließen sich beide als Ärzte nieder.

## Ausstellungen (Auswahl)
- 1906: Sächsischer Kunstverein, Sächsische Kunstausstellung, Dresden
- 1908: Sächsischer Kunstverein, Sächsische Kunstausstellung, Dresden
- 1909: Galerie Arnold, Dresden, gezeigt ca. 20 Werke
- 1913: Frühjahr-Ausstellung der Münchener Secession